# Амурская губерния
Аму́рская губе́рния — административно-территориальная единица РСФСР, существовавшая в 1922—1926 годах. Центр — город Благовещенск.
Губерния образована 6 ноября 1922 года из бывшей Амурской области. Делилась на 4 уезда: Благовещенский, Завитинский, Зейский и Свободненский. 18 февраля 1924 года Зейский уезд был упразднён.
4 января 1926 года Амурская губерния и её уезды были ликвидированы. Их территория стала частью нового Дальневосточного края (в виде Амурского и Зейско-Алданского округов).